# Luis Santizo
Luis Alberto Santizo ist ein guatemaltekischer Straßenradrennfahrer.
Luis Santizo wurde 2006 Dritter beim Holy Saturday Classic auf Belize. Im nächsten Jahr wurde er Etappendritter bei der Tour of Belize und er gewann eine Etappe beim Clásica de Chimazat. Außerdem gewann er mit seinem Team Motoshop VRC-Evolutión zwei Etappen bei der Vuelta a Guatemala. In der Saison 2008 belegte Santizo erneut den dritten Platz beim Holy Saturday Classic.

## Erfolge
2007
- zwei Etappen Vuelta a Guatemala

2011
- Guatemaltekischer Meister – Einzelzeitfahren

## Teams
- 2012 Coca Cola

- 2014 Hino Pizza Hut-RCN